# Audun (Vorname)
Audun ist ein männlicher und weiblicher Vorname.

## Herkunft und Bedeutung
Audun ist die moderne norwegische Schreibweise des Namens Audunn. Dieser ist aus den Namenselementen Aud „Besitz, Wohlstand“ und Unn „Welle“ oder „gönnen“ zusammengesetzt.
Audun wird im heutigen Norwegen überwiegend als männlicher Vorname vergeben. Als weiblicher Vorname wird Aud benutzt.
Die männliche isländische Form ist Auðun (altnordisch Auðunn), die weibliche Auður.

## Bekannte Namensträger
- Audun Boysen (1929–2000), norwegischer Leichtathlet
- Audun Grønvold (1976–2025), norwegischer Skiläufer
- Audun Hugleiksson (1245–1302), Stallmeister und königlicher Schatzmeister unter König Erik II. von Norwegen sowie dessen bevorzugter Botschafter
- Audun Kleive (* 1961), norwegischer Jazz-Schlagzeuger
- Audun Lysbakken (* 1977), norwegischer Politiker (SV)
- Audun Øfsti (1938–2024), norwegischer Philosoph